# Arrondissement Le Plateau-Mont-Royal
Le Plateau-Mont-Royal is een arrondissement van de stad Montréal, in de Canadese provincie Québec. Het stadsdeel ontleent zijn naam aan de wijk Plateau Mont-Royal, maar omvat daarnaast ook de wijk Mile End en de straten die informeel het Ghetto McGill genoemd worden.
In en net naast het arrondissement zijn twee grote parken gelegen: het Parc Lafontaine en het park van de Mont Royal. Drie metrostations bedienen het arrondissement.

## Geschiedenis
De urbanisering van het gebied begon in de 19e eeuw. Tegen het eind van de eeuw werd door de stad Montréal een terrein op de flank van de Mont Royal aangekocht ten behoeve van het park dat daar gecreëerd werd. In het begin van de 20e eeuw was Le Plateau een arbeidersbuurt. Lanzamerhand echter arriveren rijkere bewoners, op hun beurt gevolgd door, met name, Joodse, Griekse, Vietnamese, en Portugese immigranten. In de jaren 1980 trokken veel jongvolwassenen, artiesten, en studenten naar het Plateau, en bezorgden de buurt zijn "hippe" reputatie. In de 21e eeuw is het een gewilde buurt, met sterk stijgende huren en inkomens.